# Fernfliegerkräfte

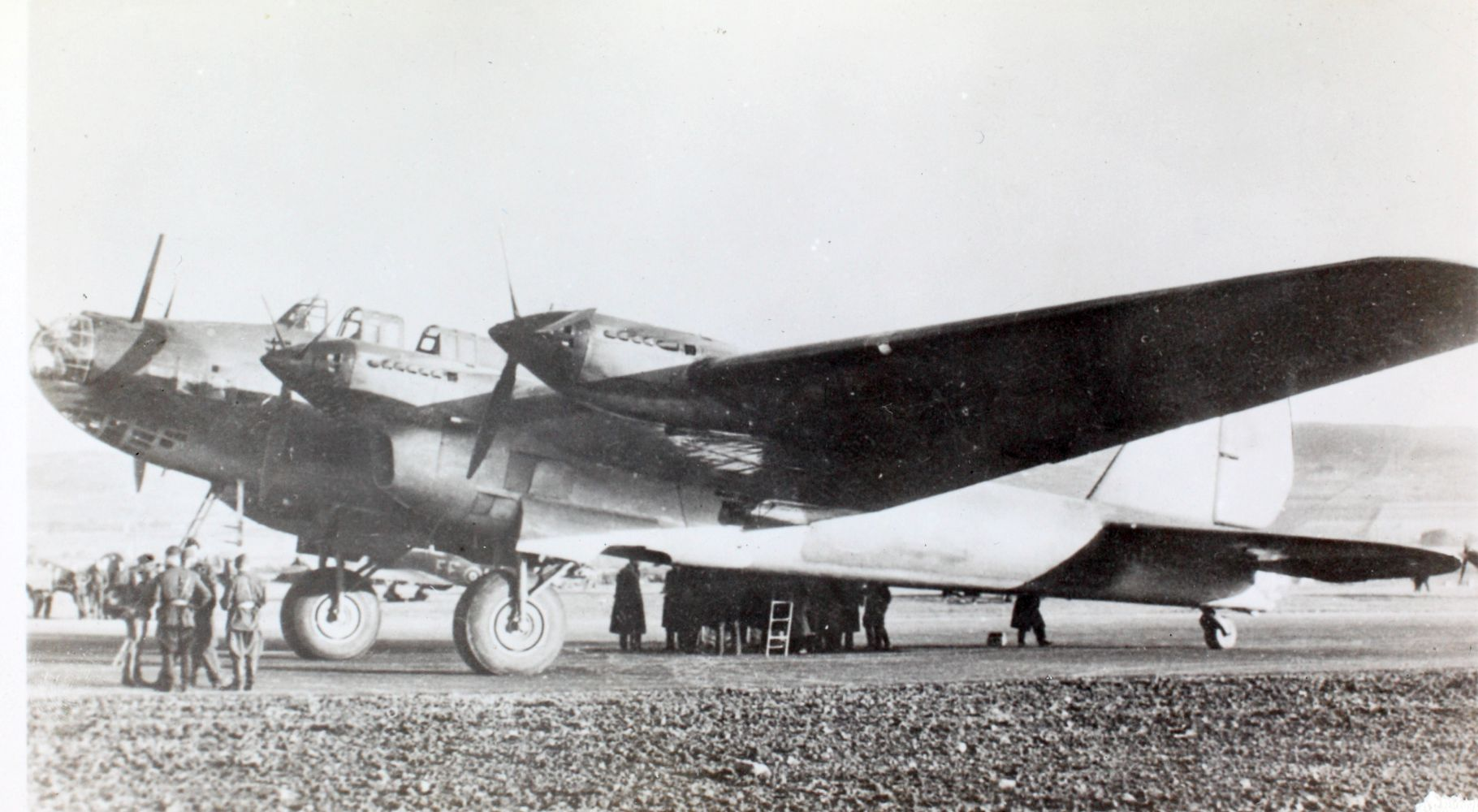
Sowjetischer Fernbomber Petljakow Pe-8, von dem lediglich 93 Stück gebaut wurden

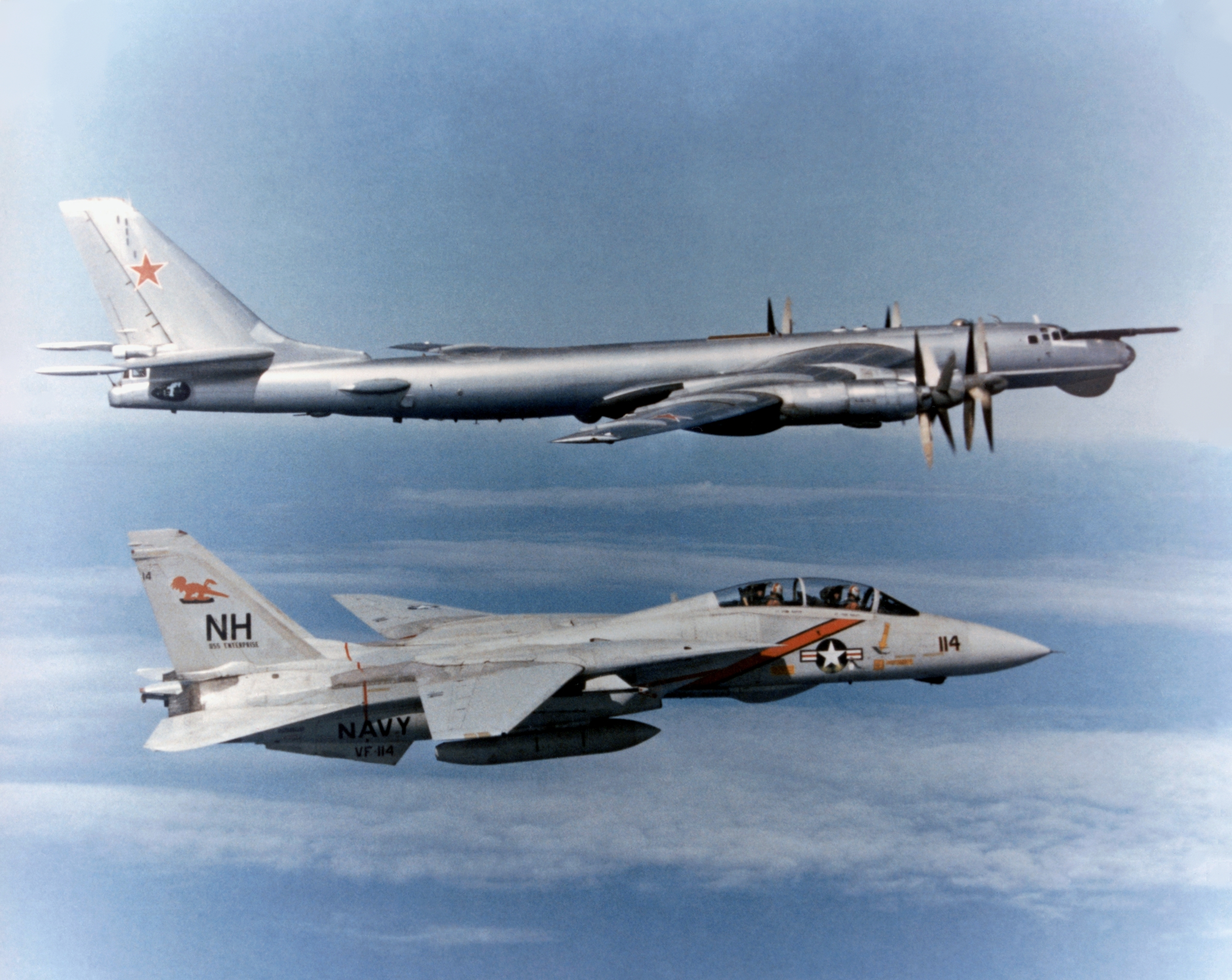
Sowjetischer Bomber Tupolew Tu-95 eskortiert von einer amerikanischen F-14 Tomcat (1983)

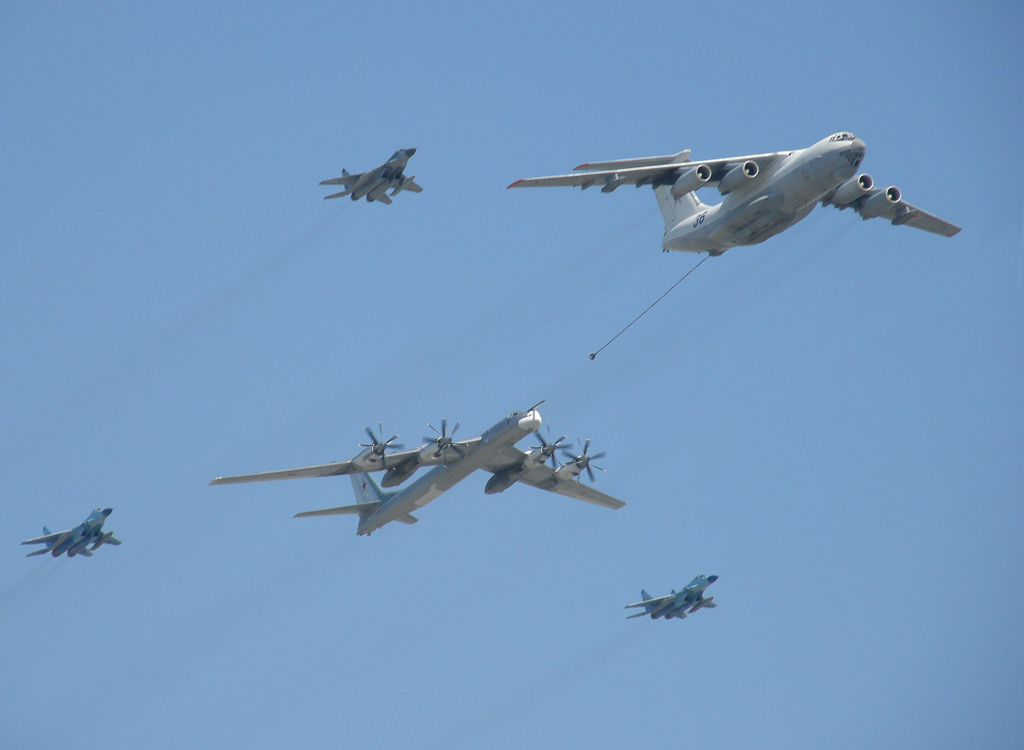
Russische Tu-95 hinter Tankflugzeug Il-78 (2009)

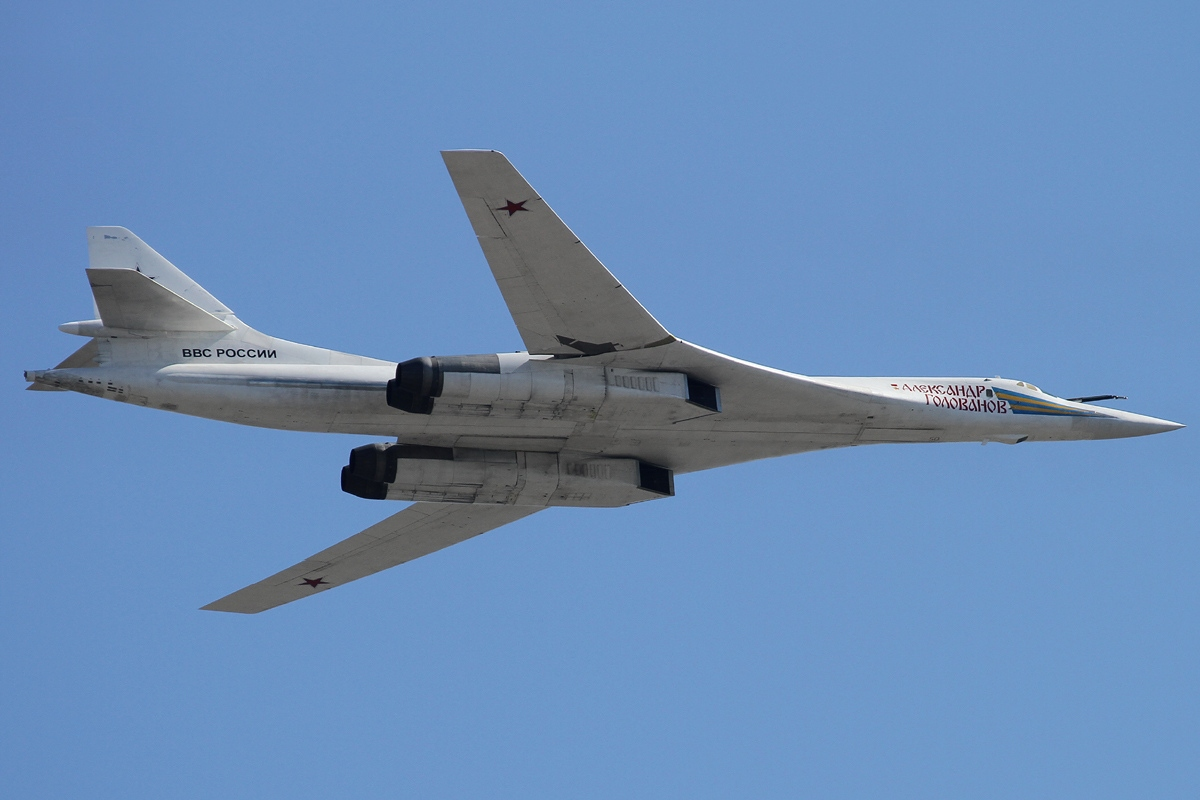
Bomber Tupolew Tu-160 mit Schwenkflügeln (2013)

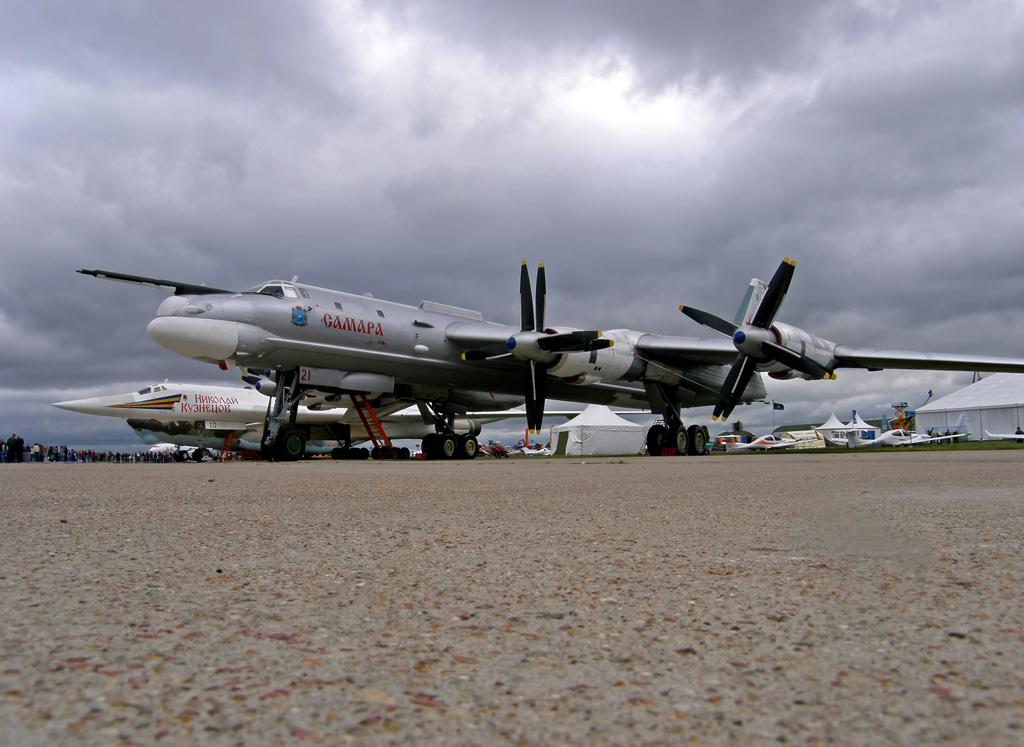
Tu-95 und im Hintergrund Tu-160 (2009)

Die Fernfliegerkräfte (russisch Дальняя авиация Dalnjaja awiazija, kurz DA) waren Bestandteil der Luftstreitkräfte der Sowjetunion und sind seit deren Auflösung im Bestand der russischen Luftstreitkräfte. Die Fernflieger sind mit strategischen Bombern ausgerüstet.

## Zweiter Weltkrieg
Zu Beginn des deutschen Überfalls auf die Sowjetunion verfügten die Fernfliegerkräfte über 1346 Flugzeuge, davon 86 % Iljuschin DB-3 und 14 % Tupolew TB-3. Organisiert waren sie in vier Fernfliegerkorps, bestehend aus neun Divisionen welche 29 Regimenter umfassten.
Die am 26. Januar 1940 eingeführte Dienstvorschrift über die Bombenfliegerkräfte bestimmte als Hauptaufgabe der Fernfliegerkräfte „die militärisch-ökonomische Macht des Gegners zu untergraben“. Als vorrangige Ziele galten zentrale Objekte der Kriegswirtschaft, Energie- und Rohstoffbasen, das Transportsystem sowie Versorgungszentren. Diese Konzeption konnte jedoch 1941 hauptsächlich durch das Fehlen eines modernen in Serie hergestellten Fernbombers nur zu einem sehr geringen Teil erfüllt werden.
In den ersten 18 Tagen des Krieges flogen die sowjetischen Fernflieger stattdessen, mit 2112 Einsätzen, 95 % ihrer Einsätze gegen Panzer und motorisierte Kolonnen und den Rest auf Ziele 100 bis 150 Kilometer im deutschen Hinterland. Die Angriffe führten zu schweren Verlusten, so dass am 3. Juli 1941 das sowjetische Oberkommando den Einsatz noch bei Nacht und in großen Höhen erlaubte. Am 10. Juli wurden sie den Frontfliegerkräften zugeordnet und wirkten entgegen ihrer ursprünglichen Bestimmung nur noch als Fernartillerie der sowjetischen Streitkräfte.
Ab 14. Juli erfolgten Angriffe auf das Erdölgebiet Ploiești, welche ab 1. August 1941 auch mit Sweno-Gespannen geflogen wurden.
Am 5. März 1942 wurden sie als Awiazija dalnjewo deistwija (Авиация дальнего действия), kurz ADD, neu organisiert. Ab Dezember 1944 operierten sie als 18. Luftarmee (18-я воздушная армия), bis sie 1946 ihre endgültige Bezeichnung erhielten.
Vom 30. Mai 1942 bis 9. Juni 1942 wurden entlang der ganzen Front massierte Einsätze gegen 50 deutsche Flugplätze geflogen.
Im August/September 1942 flogen die Fernfliegerkräfte Luftangriffe auf Berlin um der Goebbelspropaganda entgegenzuwirken, der Krieg im Osten sei nahezu beendet, und zur Stärkung der Moral der eigenen Bevölkerung.
Am 30. April 1943 wurden sie in acht Fernfliegerkorps mit 11 selbständigen Fernfliegerdivisionen umgegliedert. Diese verfügten über 700 Bomber der Typen Iljuschin Il-4, Petljakow Pe-2, Tupolew Tu-2 und Petljakow Pe-8.
Im Vorfeld der Schlacht um Kursk wurden ab März 1943 10.000 Einsätze gegen Eisenbahnknotenpunkte geflogen. Bei diesen nächtlichen Einsätzen wurden die mit recht primitiven Navigationsgeräten ausgerüsteten Bomber oft durch Leuchtfeuer von sowjetischen Partisanen gelenkt.
1944 erfolgten erstmals zwei geschlossene und selbstständige Operationen der Fernfliegerkräfte. Im Februar wurde Helsinki und im September Budapest bombardiert, um den Kriegsaustritt dieser Länder zu beschleunigen. Insgesamt wurden 7.000 Einsätze zur Versorgung von Partisanen geflogen (inklusive der Unterstützung der Volksbefreiungsarmee unter Josip Broz Tito und des Slowakischen Nationalaufstands). Im gesamten Krieg erfolgten lediglich 3,1 % aller Einsätze gegen das Hinterland Deutschlands. Dabei wurden in 7158 Einsätzen 6700 Tonnen abgeworfen.
Die schwerste von der Sowjetunion im Zweiten Weltkrieg eingesetzte Bombe war die FAB-5000.

## Kalter Krieg
Nach dem Zweiten Weltkrieg widmete Stalin dem Aufbau einer Fernbomberflotte auf Basis der Tu-4 seine besondere Aufmerksamkeit. Am 3. April 1946 beschloss der Ministerrat der UdSSR die Ausgliederung der Fernflieger aus der Luftwaffe in eine selbstständige Fernbomberflotte.
1951 standen sieben speziell für den Kernwaffeneinsatz ausgerüstete Tu-4 und sechs einsatzbereite Besatzungen mit jeweils 11 Mann zur Verfügung. 
Mit einem Operationsradius von 1600 Kilometern war die Reichweite allerdings zu gering, die USA zu erreichen. Jedoch rechneten westliche Militärexperten mit „One-way missions“, welche die Reichweite auf 5000 Kilometern erhöhten und so den Angriff auf jedes wichtige Ziel in den USA ermöglichten. Zumindest für den Nachfolgetyp der Tu-4, der Mjassischtschew M-4, ist diese Einsatzkonzeption belegt, wobei die Besatzungen nach abgeschlossener Mission im westlichen Atlantik abspringen sollten, um per U-Boot in die Sowjetunion zurückzukehren.
Die Fernbomberflotte bestand aus drei Luftarmeen, welche bis 1953 1295 Tu-4 erhielten.
- 1. Luftarmee mit Stabssitz in Smolensk und vorgeschobenen Einsatzbasen in Brand, Werneuchen und Zerbst auf dem Territorium der DDR
- 2. Luftarmee mit Hauptquartier in Winniza
- 3. Luftarmee in Chabarowsk

## Russland
Kommandeur ist seit 2016 Generalleutnant Sergei Kobylasch, im März 2024 veröffentlichte der Internationale Strafgerichtshof gegen diesen einen Haftbefehl wegen Kriegsverbrechen in der Ukraine.
Am 1. Juni 2025 gelang es dem Sicherheitsdienst der Ukraine (SBU), mit der Operation Spinnennetz eine unbestätigte Anzahl Tu-160, Tu-95 und Tu-22M3 der Fernfliegerkräfte zu zerstören bzw. zu beschädigen.

### Ausrüstung
Ende 2014 besaßen die Fernfliegerkräfte nach russischen Angaben:
- 16 Tupolew Tu-160 (sechs weitere sollten 2015 in Dienst gestellt werden)
- 55 Tupolew Tu-95
- Tupolew Tu-22M3
- Iljuschin Il-78 (Tankflugzeuge)